# 洛里亚娜·诺洛
洛里亚娜·诺洛（法語：Lauriane Nolot，1998年12月9日—），法国女子帆船运动员，2021年世界锦标赛女子风筝板铜牌得主、2022年世界锦标赛女子风筝板银牌得主、2023年世界锦标赛女子风筝板金牌得主、2024年世界锦标赛女子风筝板金牌得主、2024年夏季奥林匹克运动会女子风筝板银牌得主。